# مكتب ثيودور روزفلت

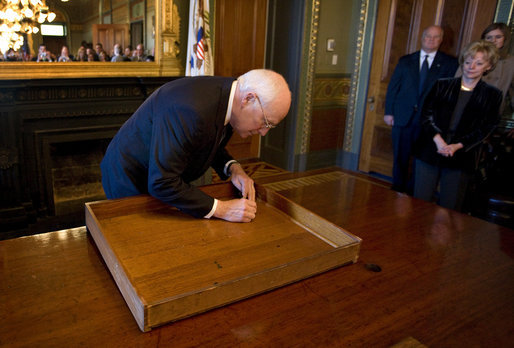
نائب الرئيس ديك تشيني يوَّقع على الدرج المكتبي قرب نهاية فترته في المنصب بتاريخ 12 يناير عام 2009.

مكتب ثيودور روزفلت هو مكتب مزدوج مصمم على الطراز الاستعماري لمجموعة مفروشات البيت الأبيض. صنع في عام 1903، ويعد واحدا من ستة مكاتب فقط استخدمها رؤساء الولايات المتحدة في المكتب البيضاوي.
صمم المكتب من خشب شجرة الماهوجني. تحتوي قاعدة التمثال الأربعة الداعمة للمكتب على كل جانب على أربعة أدراج بساحب نحاس رفيع ورف قابل للانزلاق. هناك أبواب للخزانة على الجانب الآخر دون أدراج. يحتوي درج الوسط على درع منحوت مع خطوط عمودية أسفل مجال النجوم. يقيس المكتب 90 بوصة بنسبة 53 ونصف بوصة، ويبلغ طوله 30 بوصة.
بدءًا من الأربعينيات، يوقع كل مستخدم شغل المكتب في الجزء الداخلي من الدرج المركزي للمكتب إبان نهاية فترة ولايته.
تم تصميم المكتب من قبل المهندس المعماري تشارلز فولن ماكيم، الذي قام بإجراء تجديدات واسعة النطاق للبيت الأبيض خلال إدارة ثيودور روزفلت. كان روزفلت أول رئيس أمريكي يستخدم المكتب، ووضعه في المكتب التنفيذي للجناح الغربي الذي تم بناؤه حديثًا.